# VI. Mediteranske igre – Izmir 1971.
VI. Mediteranske igre su bile održane u Izmiru u Turskoj.
Sudjelovalo je 15 država koje su se natjecale u 18 sportskih disciplina.
Ovaj sportski događaj je trajao od 6. listopada do 17. listopada 1971.

## Tablica odličja
Ljestvica je napravljena prema broju osvojenih zlatnih, srebrnih i brončanih odličja. Kriterij je bio: više osvojenih zlatnih odličja nosi i više mjesto na ljestvici, a u slučaju istog broja, gleda se broj osvojenih srebrnih odličja, a u slučaju istog broja tih odličja, gleda se broj osvojenih brončanih odličja. U slučaju da je i tada isti broj, poredak je prema abecednom redu. Ovaj sustav primjenjuju Međunarodni olimpijski odbor, IAAF i BBC.

Podebljanim slovima i znamenkama je označen domaćinov rezultat na ovim Mediteranskim igrama.
| Mediteranske igre 1971. |             |       |        |        |       |
| Mj.                     | Država      | Zlato | Srebro | Bronca | Zbroj |
| 1.                      | Italija     | 51    | 39     | 29     | 119   |
| 2.                      | Jugoslavija | 27    | 25     | 26     | 78    |
| 3.                      | Španjolska  | 20    | 24     | 27     | 71    |
| 4.                      | Turska      | 18    | 13     | 14     | 45    |
| 5.                      | Grčka       | 8     | 8      | 26     | 42    |
| 6.                      | Francuska   | 7     | 9      | 7      | 23    |
| 7.                      | Egipat      | 6     | 10     | 14     | 30    |
| 8.                      | Tunis       | 3     | 6      | 2      | 11    |
| 9.                      | Maroko      | 0     | 3      | 6      | 9     |
| 10.                     | Sirija      | 0     | 2      | 5      | 7     |
| 11.                     | Alžir       | 0     | 0      | 1      | 1     |
| 12.                     | Libija      | 0     | 0      | 1      | 1     |
|                         | UKUPNO      |       |        |        |       |

## Vanjske poveznice
- Međunarodni odbor za Mediteranske igre  Arhivirana inačica izvorne stranice od 3. veljače 2007. (Wayback Machine)
- Atletski rezultati na gbrathletics.com
- SOO  Arhivirana inačica izvorne stranice od 12. srpnja 2007. (Wayback Machine)